# 光宗 (宋)
光宗（こうそう）は、南宋の第3代皇帝。諱は惇(じゅん)。

## 生涯
紹興17年（1147年）、当時に普安郡王であった孝宗と郭氏の間に三男として生まれる。紹興32年（1162年）、父が即位すると恭王に封ぜられた。乾道3年（1167年）、長兄の荘文太子趙愭が死去した後、次兄の趙愷と後継をめぐって争ったが、皇太后呉氏の支持に支えられ、乾道7年（1171年）に皇太子に冊立され臨安府尹を務めた。
淳熙14年（1187年）11月、孝宗の指示により国務の決裁に参与し始め、淳熙16年（1189年）に譲位を受け、皇帝に即位する。しかし、朝廷の実権は太上皇となった孝宗が掌握していた。また、光宗も病弱な上に暗愚であったため、皇后李氏による専横を招いたほか、太上皇と立太子を巡る対立が原因で不和になった。
紹熙5年（1194年）、孝宗の崩御に際して服喪に臨まないまま、心疾（精神疾患）まで発病しながら政務も顧みることが不可能になった。趙汝愚・韓侂冑などの大臣らは太皇太后呉氏と協力して光宗を退位させ、寧宗が擁立された。以後は一切の政治と離れ、居所を寿康宮へ移して隠居し、慶元6年（1200年）8月に54歳で崩御。永崇陵に葬られたが、2カ月先に死亡した李皇后とは合葬されなかった。

## 宗室

### 父母
- 父：孝宗
- 母：成穆皇后郭氏

### 妻子
- 正室：李鳳娘（慈懿皇后）
  - 長男：趙挺 - 夭折、紹熙元年（1190年）、保寧軍節度使に追贈された
  - 次男：寧宗 趙拡 - 第4代皇帝
- 側室：貴妃黄氏
- 側室：貴妃張氏
- 側室：婕妤符氏
- 生母不詳の子女
  - 長女：文安公主 - 夭折
  - 次女：和政公主 - 夭折
  - 三女：斉安公主 - 夭折